# Алеет Восток (мюзикл)
«Алеет Восток» (кит. трад. 東方紅, упр. 东方红, пиньинь Dōngfāng Hóng, палл. Дунфан хун) — китайская революционная опера—мюзикл, созданная по инициативе и под руководством Чжоу Эньлая в 1964 году. Своеобразная «эпопея песни и танца», описывающая основные вехи истории Коммунистической партии Китая и события гражданской войны в Китае с маоистской точки зрения. Название постановки придумал Ли Вэй, заместитель министра культуры КНР.
Впервые была поставлена в Доме народных собраний в Пекине 2 октября 1964 года. В постановке участвовали более 3500 исполнителей, которых после неё посетили с визитом Мао Цзэдун и Лю Шаоци, высоко отметившие оперу.
В 1965 году на Студии Первого апреля была записана киноверсия оперы. В постановке для записи участвовали такие певцы, как Ван Кунь, Цхэтень Дрольма, Ху Сунхуа и Го Ланьин. По изначальному замыслу, опера состояла из увертюры и восьми частей, однако в фильме последние две части («Родина движется вперёд» и «Мир движется вперёд») были убраны по личному пожеланию Мао Цзэдуна.

## Сюжет
Мюзикл показывает историю Коммунистической Партии Китая от её основания в июле 1921 до создания Китайской Народной Республики в 1949. Охвачены несколько ключевых событий в истории КПК: Северный поход, предпринятый участниками Национально-революционной Армии Гоминьдана с поддержкой Советского Союза и китайских коммунистов, Шанхайская резня 1927 года, Наньчанское восстание, формирование Народно-освободительной армии Китая, Великий поход, партизанская война Народно-освободительной армии во время Второго Объединённого фронта (во время японо-китайской войны 1937—1945), смертельный удар, нанесенный по Китайской Республике правительством материкового Китая в решающей фазе гражданской войны и последующее создание Китайской Народной Республики 1 октября 1949.

## Музыка и постановка

### Увертюра: «Под светом Солнца»
- Оркестр, ансамбль и хор — «Алеет Восток» (с танцем)

### Действие I: «Рассвет над Востоком»
- Танец и оркестр — «Время страданий»
- Оркестр, ансамбль и хор — «Северный ветер залпы принес Октября»
- Оркестр, ансамбль и хор — «Рабочие, крестьяне и солдаты, объединяйтесь!»

### Действие II: «Из искры разгорается пламя революции»
- Оркестр, ансамбль, хор и женский дуэт — «Деревянные башмаки для Красной Армии»
- Оркестр, ансамбль и мужской хор — «Три правила и восемь советов»

### Действие III: «Преодолевая тысячи гор и тысячи рек»
- Оркестр, ансамбль и хор — «Переправа через реку Даду»
- Оркестр, ансамбль и мужской хор — «Армии объединились (Долгой жизни Красной Армии)»
- Оркестр, ансамбль, хор и солист — «Великий поход» (песня на стихотворение Мао Цзэдуна)

### Действие IV: «Пламя Антияпонской войны»
- Оркестр, хор и солист — «На реке Сунгари (Баллада Северо-востока)»
- Оркестр и ансамбль — «Марш добровольцев»
- Оркестр, ансамбль и хор — «Песня партизан»
- Оркестр, ансамбль, женский хор и солист — «Наньнивань»
- Оркестр и ансамбль — «Защита Желтой Реки»

### Действие V: «Долой династию Чан»
- Оркестр, ансамбль и мужской хор — «Военный гимн Народно-освободительной армии»
- Оркестр, ансамбль, хор и дуэт — «Народно-освободительная армия берёт Нанкин» (одна из поэм Мао Цзэдуна)

### Действие VI: «Китай пробуждается»
- Оркестр, ансамбль и хор — «Не было бы Нового Китая без Коммунистической Партии»
- Оркестр, ансамбль и солист — «Гимн»
- Оркестр, ансамбль, женский хор и солист — «Песня освобожденных тибетских рабов»
- Оркестр, ансамбль и хор — «Ода Родине»
- Оркестр, ансамбль и хор — «Интернационал»

### Действие VII: «Родина движется вперёд» (не вошло в киноверсию)
- Оркестр, ансамбль и хор — «Социализм — это хорошо»
- Оркестр, ансамбль и танец — «Танец рабочих»
- Оркестр, ансамбль и танец — «Танец урожая»
- Оркестр, ансамбль и танец — «Практика военного танца»
- Оркестр, ансамбль и хор — «Все люди — солдаты»
- Оркестр, ансамбль и хор — «Мы должны водрузить знамя победы на Тайване».
- Оркестр, ансамбль и хор — «Солнце Председателя Мао в нашем сердце».
- Оркестр, ансамбль и хор — «Мы — наследники коммунизма»

### Действие VIII: «Мир движется вперёд» (не вошло в киноверсию)
- Оркестр, ансамбль и хор — «Пролетарии, соединяйтесь!»
- Оркестр, ансамбль и хор — «Интернационал»